# Byłgarska polana
Byłgarska polana (bułg. Българска поляна) – wieś w południowej Bułgarii, w obwodzie Chaskowo, w gminie Topołowgrad.
Byłgarska polana znajduje się w górach Sakar. Dawna nazwa wsi to Kaurałan obowiązująca do 1934 roku. Na terenach wokół miejscowości znajdują się liczne dolmeny i trackie tumulusy.